# Rua da Mouraria (Funchal)
A Rua da Mouraria é uma das artérias centrais do Funchal, na Madeira. A rua mantém a mesma traça que tinha em 1560, quando apareceu numa planta da cidade. Nesta encontram-se o Museu de História Natural e o Aquário Municipal.
O arruamento liga a Rua da Carreira ao Largo de São Pedro - junto à Igreja de São Pedro, no início da Calçada de Santa Clara e na desembocadura da Rua do Surdo, a Rua das Pretas e a Rua de São Pedro.
O nome da rua não tem origem numa "mouraria", isto é, um bairro de mouros, mas em João Rodrigues Cabral, de alcunha o Moradia. Moradia vivia na esquina da Calçada das Freiras (Calçada de Santa Clara) com a rua denominada com o seu próprio nome e aqui morreu em 1556. De Rua João Rodrigues Cabral "Moradia", que ali habitava, passou a Rua do "Moradia", já assim designada em 1570. Em 1737, era referida como Rua da Moradia. Por corrupção, surge, nos finais da década de quarenta do século XIX, a designação de Rua da Mouraria.
Em 1917, esta via urbana foi redenominada de Rua do Dr. Sequeira em memória de Maurício Augusto de Sequeira (1845-1911), médico e professor da Escola Médico-Cirúrgica do Funchal. Contudo, nos finais da década de trinta do século XX, retomou a antiga designação.